# Crikzik et Mélokrik
Crikzik et son évolution Mélokrik sont deux espèces de Pokémon de quatrième génération.

## Création

### Conception graphique
Crikzik et Mélokrik semblent très clairement inspiré du criquet.

## Description

### Crikzik
Crikzik ne maîtrise que les attaques Patience et Rugissement. Son cri est une vibration continue, comme pour l'insecte qui lui a servi de modèle. Sa forme évoluée dans le jeu vidéo est Mélokrik au niveau 10.

### Mélokrik
Mélokrik est la forme évoluée de Crikzik. Mais il a aussi des allures de coléoptère, avec son corps en forme d'œuf et ses élytres. Ses pattes avant sont des lames qu'il fait vibrer contre son corps pour obtenir son cri, lui aussi continu, ce qui l'assimile plus au vrai criquet. Il est l'évolution de Crikzik au niveau 10.

## Apparitions

### Jeux vidéo
Crikzik et Mélokrik apparaissent dans série de jeux vidéo Pokémon. D'abord en japonais, puis traduits en plusieurs autres langues, ces jeux ont été vendus à plus de 200 millions d'exemplaires à travers le monde.

### Série télévisée et films
La série télévisée Pokémon ainsi que les films sont des aventures séparées de la plupart des autres versions de Pokémon et mettent en scène Sacha en tant que personnage principal. Sacha et ses compagnons voyagent à travers le monde Pokémon en combattant d'autres dresseurs Pokémon.